# Blenda
Blenda est l'héroïne d'une légende populaire suédoise. Elle aurait pris la tête d'une armée composée de femmes et vaincu l'envahisseur danois, alors que les hommes de sa région étaient partis à la guerre.
Cette légende est citée pour expliquer l'origine de certains toponymes et de certaines coutumes du Småland, une province du sud de la Suède.

## La légende

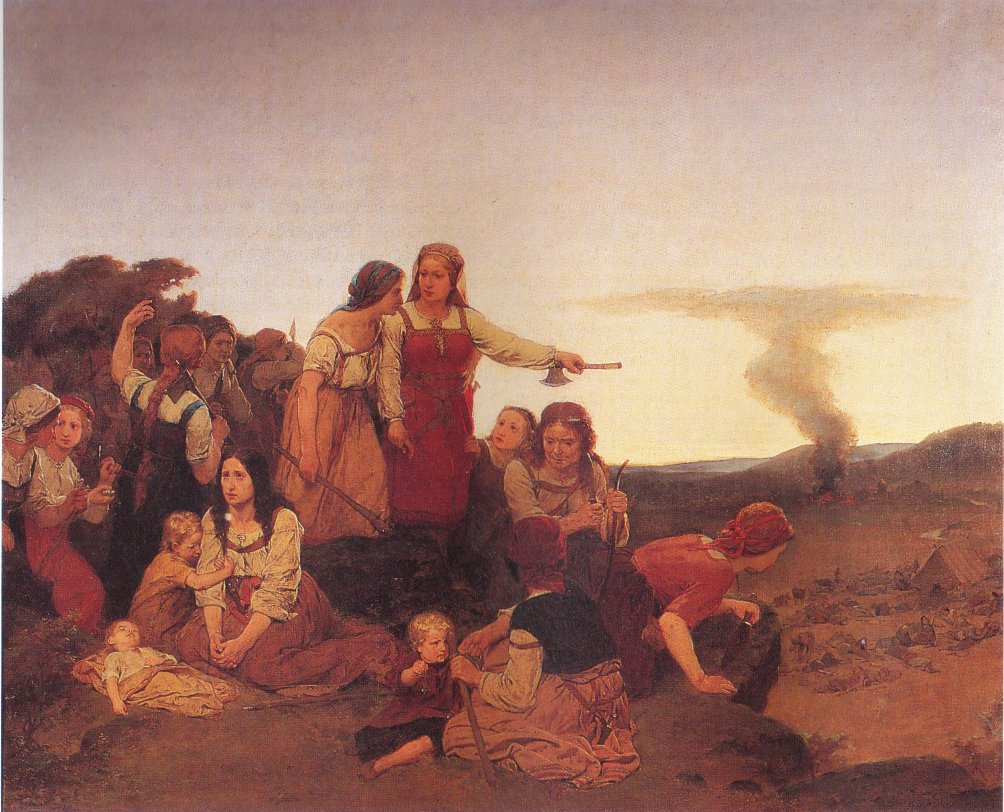
Blenda exhorte les femmes du Värend à se venger des pillages danois, peinture d'August Malmström en 1860.

L'histoire se déroule en un temps ou un roi nommé Alle règne sur le Småland. Parti guerroyer en Norvège avec ses hommes, Alle laisse derrière lui un Småland sans défense, peuplé seulement de femmes, d'enfants et de vieillards. Alerté, un roi danois appelé Taxe lance une campagne de pillages contre la région.
Dans le canton de Konga, une jeune femme prénommée Blenda prend la tête de la résistance. Elle demande aux femmes des cantons de Konga, Albo, Kinnevalds, Norrvidinge et Uppvidinge de la rejoindre en un lieu nommé Gemla, et d'y amener toute la nourriture et la bière dont elles disposent. Là, Blenda leur dévoile ses intentions et, convaincues, les femmes se rendent au bord du lac Salen à Bråvalla où elles organisent un gigantesque festin. Elles invitent les soldats danois à les rejoindre, en leur expliquant qu'elles se morfondent en l'absence de leurs maris.
Ne voulant pas laisser passer une telle aubaine, les soldats danois prennent la direction de Bråvalla. Arrivés sur les lieux, ils trouvent le festin, mais les femmes ont disparu. Ils se jettent sur les victuailles et sur la bière, et une fois bien rassasiés, s'abandonnent à une sieste. C'est alors que les femmes menées par Blenda surgissent de la forêt voisine et, armées de haches, d'épées, de couteaux et de lances, trucident les Danois jusqu'au dernier.
Une partie de l'armée danoise ne s'étant toutefois pas rendue au banquet, Blenda divise ses troupes en trois afin d'encercler le reste des soldats ennemis qui campent non loin de là. Encore une fois, les femmes profitent du sommeil des pillards pour passer à l'assaut. L'armée danoise est anéantie.

## Postérité

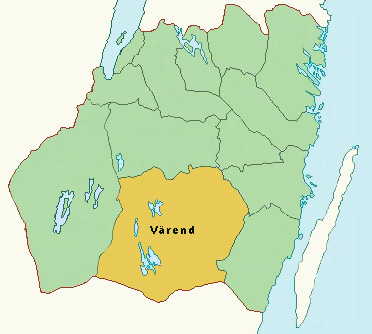
Localisation du Värend sur une carte du Småland.

Selon la légende, c'est à la suite des actions héroïques de Blenda que les cantons de Konga, Albo, Kinnevalds, Norrvidinge et Uppvidinge ont pris collectivement le nom de Värend (en suédois moderne värn : « défense, protection »). Par ailleurs, l'emplacement où un chef danois nommé Baste Stark aurait été enterré a pris le nom de Baste hög, tandis que près du lieu où les corps de ses hommes jonchaient (suédois : strö) le sol se trouve un village nommé Ströby.
À son retour de Norvège, le roi Alle aurait accordé aux femmes de sa région des droits particuliers qui ont été maintenus au cours des siècles. Ainsi, alors que dans le reste de la Suède les femmes n'avaient aucun droit sur l'héritage familial, les femmes du Värend avaient des droits égaux à leurs frères. Il leur était de plus coutumier, jusqu'au tournant du XIXe siècle, d'être accompagnées le jour de leur mariage d'un concert de timbales, tambours et autres instruments guerriers, y compris durant l'office religieux.

## Véracité historique
De nombreux historiens ont tenté de dater et d'évaluer la véracité de la légende de Blenda, dont la première mention écrite remonte aux années 1680. Selon certains, les événements se dérouleraient lors d'une attaque du roi danois Erik Klipping dans les années 1270, ou dans les années 1150 lors d'une invasion de Sven Grathe, ou encore lors de l'attaque sur Kalmar de Sigurd Jorsalafare en 1123. D'autres historiens rejettent en bloc le caractère historique de la légende, estimant qu'il s'agit d'une invention destinée à expliquer les droits spéciaux dont bénéficiaient les femmes du Värend.